# 오하드 비더 막 아단
오하드 비더 막 아단(아일랜드어: Eochaid Buide mac Áedán→아단의 아들, 황발의 오하드: ??-629년)는 608년부터 629년까지의 달 리어타 국왕이다.
아단 막 가브란의 아들인데 장남이 아니었으나 형들이 먼저 죽으면서 후계자로 지명되었다. 아돔나누스 히엔시스의 『콜룸바 성인전』에 따르면 콜룸바는 당시 어린아이였던 오하드 비더가 위의 형들인 아르투르, 오하드 핀드, 도망가르트 대신 부왕을 계승할 것을 내다보았다고 한다.
치세 말년인 627년부터 오하드 비더는 코나드 케르 막 코날과 공동왕이 된 것으로 보이는데, 코나드 케르가 오하드 비더보다 먼저 죽었다. 이후 왕위는 오하드 비더의 아들 돔날 브레크 막 에크다크가 계승했다.
『알바인의 역사』에는 오하드 비더의 다른 아들들의 이름이 나오는데, 코날 크란돔나, 팔버(Failbe: 피드 온 전투에서 사망), 쿠켄마하르(Cú-cen-máthair: 울라 편년사에 따르면 604년 사망), 코날 베크(Conall Bec), 코나드 또는 코날 케르(Connad/Conall Cerr: 피드 온에서 사망한 코나드 케르와 동일인일 가능성 있음), 팔버(Failbe), 도망가르트(Domangart), 돔날 돈(Domnall Donn: 나중에 달 리어타 국왕이 된 돔날 돈 막 코날과는 다른 사람)이다.
『기러기성에서의 연회』(Fled Dúin na nGéd)에 따르면 오하드 비더는 콩갈 카흐의 조부라고 한다. 이 이야기에서는 오하드가 라흐 벌판 전투(637년)까지 살아 있었다는 오류를 범하고 있다. 다만 쿠켄마하르의 사망에 대한 기사가 맞다면 연대적으로 콩갈 카흐가 오하드 비더의 외손자일 가능성은 있다.

## 참고 자료
- Adomnán, Life of St Columba, tr. & ed. Richard Sharpe. Penguin, London, 1995. ISBN 0-14-044462-9
- Anderson, Alan Orr, Early Sources of Scottish History A.D 500–1286, volume 1. Reprinted with corrections. Paul Watkins, Stamford, 1990. ISBN 1-871615-03-8
- Bannerman, John, Studies in the History of Dalriada. Scottish Academic Press, Edinburgh, 1974. ISBN 0-7011-2040-1